# Обични људи (филм из 2009)
Обични људи (енгл. Ordinary People) је српски филм снимљен 2009. године у режији Владимира Перишића. Главне улоге тумаче Реља Поповић, Борис Исаковић и Мирослав Стевановић.
Филм је премијерно приказан на Канском филмском фестивалу 15. маја 2009. године, а премијеру у Србији имао је 10. децембра исте године.
Филм је учествовао на бројним фестивалима, где је Владимир Перишић овенчан са неколико награда (Мајами, Сарајево, Трст, Стокхолм). 

## Радња
Рано јутро. Аутобус са седморицом војника напредује у непознатом правцу. Међу њима је 20-тогодишњи Џони, нови војник који још није нашао своје место у воду. Војници се искрцају на напуштену фарму окружену пољем. Забринут тајновитошћу мисије, Џони покуша да сазна шта чекају. Тишина. Дуго чекање почиње, под сунцем које пржи.
Кад зачују звук аутобуса који се приближава, седморица војника који су нервозно чекали, почну да предосећају да ће ускоро прећи у акцију.

## Улоге
| Глумац              | Улога    |
| ------------------- | -------- |
| Реља Поповић        | Џони     |
| Борис Исаковић      | наредник |
| Мирослав Стевановић | Иван     |